# Motmot à bec caréné
Electron carinatum
Espèce
Statut de conservation UICN

 VU C2a(i) : Vulnérable
Le Motmot à bec caréné (Electron carinatum) est une espèce d'oiseau appartenant à la famille des Momotidae.